# Anthrax (amerykański zespół muzyczny)

logo Anthrax

Anthrax – amerykański zespół założony w Nowym Jorku w 1981 roku. Zaliczany obok zespołów Metallica, Slayer i Megadeth do wielkiej czwórki thrash metalu.

## Historia zespołu
Zespół założyli w czerwcu 1981 w Nowym Jorku gitarzyści Scott „Not” Ian i Dan Lilker. Pierwszy skład uzupełnili: wokalista John Connelly, basista Paul Kahn i perkusista Dave Weiss. W pierwszym okresie istnienia zespół doświadczył licznych zmian personalnych: wkrótce nowym wokalistą zajął Dirk Kennedy, później Jason Resenfeld i ostatecznie Neil Turbin. Wraz z Connellym odeszli także Lahn i Weiss, a nowymi muzykami zostali gitarzysta Greg Wall i perkusista Greg D’Angelo. Później za Walla do składu wszedł Charlie Benante.
Zespół zaczynał karierę jako support Metallica i Manowar. W 1983 nagrał materiał demo, który trafił do Jona Zazuli, właściciela niezależnej wytwórni Megaforce Records i wydawcy debiutanckiej płyty Metalliki. We wrześniu 1983 zespół wydał singiel „Soldiers of Metal”. Wkrótce potem do zespołu dołączył Dan Spitz (gitara, wcześniej grał w Overkill), w związku z tym Dan Lilker zmienił instrument na gitarę basową. Do studia pod koniec 1983 weszli: Ian, Lilker,  Turbin, Spitz i Benante, a w styczniu 1984 wydał album pt. Fistful of Metal. Anthrax dopiero kształtował własne brzmienie jednak płyta zebrała pochlebne opinie (oprócz okładki uznawanej wtedy za niesmaczną) i sprzedawała się dobrze. Grupa odbyła wspólną trasę koncertową z Metalliką i Raven.
W Anthraxie następowały jednak kolejne zmiany (odszedł Dan Lilker a Neil Turbin został wyrzucony) i nagranie w 1985 maksisingla Armed and Dangerous odbyło się z Mattem Fallonem (gitara basowa) i Joey Belladoną (śpiew). Płyta zawierała m.in. cover zespołu Sex Pistols „God Save the Queen”. Ukazanie się tego nagrania było dowodem, że zespoły thrash metalowe czerpią garściami z tradycji punk rocka (w tym czasie równolegle z Anthrax Scott Ian udzielał się w crossoverowym zespole Stormtroopers of Death).
W 1985 zespół podpisał kontrakt z Island Records i wszedł do studia, by nagrać album Spreading the Disease. Płyta ukazała się na rynku pod koniec 1985 w USA i na początku 1986 w Europie, a jej premiera była poprzedzona wydaniem singla „Madhouse”. Anthrax wyruszył na trasę koncertową z Metalliką zakończoną w Europie na festiwalu Aardshock w Holandii w październiku (dodatkowo w towarzystwie Slayera). W listopadzie 1986 zespół pracował nad kolejnym albumem. Producentem został Paul Kramer. Do studia wszedł jednak po kolejnej zmianie w składzie, a nowym basistą został Frank Bello, siostrzeniec Charliego Benante. Album pt. Among the Living ukazał się w marcu 1987, poprzedzony wydanym miesiąc wcześniej singlem „I’m The Law”. Singel sprzedawał się na tyle dobrze w Europie (dostał się do UK Top Ten), że zdecydowano się na wydanie w USA minialbumu pod tym tytułem. Epka osiągnęła status złotej płyty. Istotną rzeczą dla tych sukcesów tych singli były eksperymenty z rapem, m.in. w utworze „I’m the Man”. W lipcu ukazał się singel „Indians”, a do stacji telewizyjnych trafia videoklip z tym utworem. Anthrax wyruszył na europejską i japońską trasę koncertową jako gwiazda (w towarzystwie Metal Church), a w USA poprzedza koncerty Kiss. Wydaniem obu albumów zespół umocnił swoją pozycję na rynku jako jedna z wówczas najlepszych amerykańskich grup thrashmetalowych.
Początek 1988 zespół spędził na nagrywaniu albumu State of Euphoria. Wydali również singel „Antisocial”. Album zdobył złotą płytę w trzy miesiące od ukazania się w październiku. Na trasie Road To Euphoria zespołowi towarzyszył Living Colour. Anthrax wydał jeszcze drugi singiel z płyty – „Make Me Laugh”, po czym wszedł do studia, by rozpocząć nagrywanie kolejnej płyty.
Jeszcze w 1989 wydali epkę pt. Penikufesin. Chociaż w czasie sesji nagraniowej zespół przeżył pożar i trzęsienie ziemi, to jednak w sierpniu 1990 udało się wypuścić na rynek album pt. Persistance of Time i wyruszyć na trasę pt. No Prayer on the Road Tour wraz z Iron Maiden dołączył również do Slayera, Megadeth i Alice In Chains w serii koncertów Clash Of The Titans.
Kolejnym sukcesem był minialbum Attack of the Killer B’s, który zawierał „Bring the Noise”, wspólne nagranie z Public Enemy. Zespół towarzyszył później Anthraxowi na wspólnej trasie koncertowej (wraz z Primus i Young Black Teens). Po jej zakończeniu zespół podpisał nowy kontrakt płytowy, z Elektra Records (współpraca z Island przestała się układać ze względu na słabą promocję ostatniego albumu). We wrześniu 1990 wraz z grupami Megadeth, Slayer, Testament, Alice in Chains oraz Suicidal Tendencies zespół ruszył w trasę Clash of the Titans.
W 1992 z zespołu został wyrzucony Joey Belladonna. Jako powód podano mały wkład pracy w działalność Anthraxu. Na jego miejsce został przyjęty John Bush z Armored Saint. Z nowym wokalistą zespół nagrał i wydał w maju 1993 album Sound of The White Noise. Trasa koncertowa odbyła się w towarzystwie Fight, Clawfingera, King’s X i M.O.D. W ciągu lat 1993 i 1994 Anthrax nagrywał utwory do ścieżek dźwiękowych filmów oraz albumów tribute (m.in. John Bush i Scott Ian jako członkowie Doom Squad nagrali utwór wydany na albumie w hołdzie Judas Priest w 1996).
Pierwszy album koncertowy Anthrax pt. Live: The Island Years ukazał się w 1994. Był on jednak jedynie wypełnieniem kontraktu z wytwórnią Island. Już podczas pracy nad Sound of The White Noise współpraca z Danem Spitzem uległa znacznemu pogorszeniu co zaowocowało wyrzuceniem go z zespołu w 1995. Pozostali członkowie Anthraxu nie zdecydowali się jednak na zastąpienie go stałym gitarzystą i na nagrywanym „Stomp 442” grał gościnnie m.in. Dimebag Darrell z Pantery, a także Paul Crook, który również towarzyszył zespołowi na koncertach. Część partii gitar nagrał perkusista Charlie Benante, który był jednym z głównych kompozytorów na tę płytę.
Wkrótce w związku ze słabą promocją nowych albumów przez Elektrę zespół opuścił wytwórnię i zbudował własne studio nagrań w Yonkers w Nowym Jorku. Po trzech latach przerwy Anthrax powrócił z wydaną w lipcu  roku w Ignition Records płytą pt. Volume 8 – The Threat Is Real. W 1999 zespół podpisał kontrakt z Beyond Records i wkrótce potem wydał składankę pt. Return of the Killer A’s, zestaw różnych wersji utworów wcześniej wydanych na albumach studyjnych. W jednym z nich („Ball of Confusion”) pojawili się wspólnie John Bush i Joey Belladonna.
W 2001 grupa była celem ataku mediów amerykańskich w związku z szeregiem zatruć wąglikiem w USA (po angielsku Anthrax to właśnie wąglik). Zespół próbowano zmusić do zmiany nazwy, ale muzycy tego nie zrobili.
Przed nagraniem kolejnego albumu w 2002 do zespołu dołączył stały gitarzysta: Rob Caggiano. Pod koniec 2002 Anthrax ponownie wszedł do studia nagrań i rozpoczął pracę nad wydaną w 2003 płytą pt. We’ve Come For You All. W kwietniu 2004 zespół opuścił basista Frank Bello, przechodząc do odradzającego się zespołu Helmet. Na jego miejsce (początkowo tylko na trasę, ostatecznie na stałe) został zaangażowany Joey Vera, przyjaciel Johna Busha z Armored Saint. 5 sierpnia 2004 podczas trasy koncertowej promującej nowy album zespół wystąpił w warszawskim klubie Proxima. Jeszcze w trakcie trasy koncertowej na rynek trafiło koncertowe DVD i album pod tytułem Music of Mass Destruction – Live from Chicago, a w listopadzie 2004 ukazał się studyjny album pt. Greater of Two Evils (wydany w USA przez Sanctuary). Album zawiera przearanżowane wersje utworów wydanych w czasach gdy wokalistą Anthraxu nie był jeszcze John Bush. Lista utworów na tej płycie jest wynikiem głosowania fanów.
Pod koniec kwietnia 2005 zespół wrócił do swojego klasycznego już składu z lat 1985–1992 (Joey Belladonna, Frank Bello, Charlie Benante, Scott Ian, Daniel Spitz) rozpoczynając nowy okres trasą pt. Reunion Tour. Po okresie niestabilności składu do zespołu dołączył wokalista Dan Nelson, zajmując miejsce Joeya Belladonnę. Do grupy dołączył także Rob Caggiano (gitara, 2003–2005), a odszedł Dan Spitz.
Zespół planował skończyć i wydać nowy materiał w 2009, jednak jego wydanie się opóźniło. W maju 2010 do grupy powrócił Joey Belladonna. 16 czerwca 2010 w ramach Sonisphere Festival zespół wystąpił na warszawskim Lotnisku Bemowo. 2 sierpnia 2013 zespół wystąpił na XIX Przystanku Woodstock w Kostrzynie nad Odrą.

## Muzycy
| Obecny skład zespołu - Scott Ian – gitara, wokal (od 1981) - Charlie Benante – perkusja (od 1983) - Frank Bello – gitara basowa (1984-2004, od 2005) - Joey Belladonna – wokal (1984–1992, 2005–2007, od 2010) - Jonathan Donais – gitara (od 2012) Muzycy koncertowi - Jon Dette – perkusja (od 2012) - Paul Crook – gitara (1995–1998) - Dave „The Snake” Sabo – gitara, wokal (2000) - Joey Vera – gitara basowa (2004–2005, 2012) - Jason Bittner – perkusja (2011, 2012) - Andreas Kisser – gitara (2011) - Gene Hoglan – perkusja (2012) - Eric Peterson – gitara (2012) - Alex Skolnick – gitara (2012) |  | Byli członkowie zespołu - Paul Kahn – gitara basowa (1981) - Kenny Kushner – gitara basowa (1981) - Dave Weiss – perkusja (1981) - Greg D’Angelo – perkusja (1981–1983) - Greg Walls – gitara (1981–1983) - Dan Lilker – gitara (1981–1982), gitara basowa (1982–1984) - Jason Rosenfeld – wokal (1981–1982) - Dirk Kennedy – wokal (1981) - John Connelly – wokal (1981) - Neil Turbin – wokal (1982–1984) - Bob Berry – gitara (1983) - Dan Spitz – gitara (1983–1994, 2005–2007) - Matt Fallon – wokal (1984) - John Bush – wokal (1992-2005, 2009–2010) - Rob Caggiano – gitara (2001–2005, 2007–2013) - Dan Nelson – wokal (2007–2009) |

## Dyskografia

### Albumy studyjne
| Rok                            | Tytuł                                                                                               | Pozycja na liście | Pozycja na liście | Pozycja na liście | Pozycja na liście | Pozycja na liście | Pozycja na liście | Pozycja na liście | Pozycja na liście | Pozycja na liście | Pozycja na liście | Certyfikat                       |
| Rok                            | Tytuł                                                                                               | US                | AUS               | CAN               | FIN               | GER               | NLD               | NOR               | SWE               | SWI               | UK                | Certyfikat                       |
| ------------------------------ | --------------------------------------------------------------------------------------------------- | ----------------- | ----------------- | ----------------- | ----------------- | ----------------- | ----------------- | ----------------- | ----------------- | ----------------- | ----------------- | -------------------------------- |
| 1984                           | Fistful of Metal - Data: styczeń 1984 - Wydawca: Megaforce - Format: CD, CS, LP                     | –                 | –                 | –                 | –                 | –                 | –                 | –                 | –                 | –                 | –                 |                                  |
| 1985                           | Spreading the Disease - Data: 30 października 1985 - Wydawca: Megaforce/Island - Format: CD, CS, LP | 113               | 55                | 39                | 102               | 88                | 97                | 112               | 23                | 76                | 163               |                                  |
| 1987                           | Among the Living - Data: 22 marca 1987 - Wydawca: Megaforce/Island - Format: CD, CS, LP             | 62                | 2                 | 1                 | 1                 | 7                 | 1                 | 5                 | 43                | 6                 | 18                | USA: złoto UK: srebro            |
| 1988                           | State of Euphoria - Released: 18 września 1988 - Wydawca: Megaforce/Island - Format: CD, CS, LP     | 30                | –                 | 87                | –                 | –                 | –                 | 17                | 21                | 20                | 12                | USA: złoto CAN: złoto UK: srebro |
| 1990                           | Persistence of Time - Data: 21 sierpnia 1990 - Wydawca: Megaforce/Island - Format: CD, CS, LP       | 24                | 30                | –                 | –                 | –                 | –                 | 15                | 46                | –                 | 18                | USA: złoto                       |
| 1993                           | Sound of White Noise - Data: 25 maja 1993 - Wydawca: Elektra - Format: CD, CS, LP                   | 7                 | 30                | 13                | –                 | 35                | 52                | –                 | 21                | 40                | 14                | USA: złoto CAN: złoto            |
| 1995                           | Stomp 442 - Data: 24 października 1995 - Wydawca: Elektra - Format: CD, CS, LP                      | 47                | 49                | 81                | 36                | –                 | –                 | –                 | –                 | –                 | 77                |                                  |
| 1998                           | Volume 8: The Threat Is Real - Data: 21 lipca 1998 - Wydawca: Tommy Boy - Format: CD, CS            | 118               | –                 | –                 | 38                | 43                | –                 | –                 | –                 | –                 | 73                |                                  |
| 2003                           | We’ve Come for You All - Data: 6 maja 2003 - Wydawca: Sanctuary/Nuclear Blast - Format: CD, LP      | 122               | –                 | –                 | –                 | 22                | –                 | –                 | –                 | –                 | 102               |                                  |
| 2011                           | Worship Music - Data: 11 września 2011 - Wydawca: Megaforce/Nuclear Blast - Format: CD, LP          | 12                | 35                | 33                | 6                 | 13                | 64                | –                 | 24                | 28                | 49                |                                  |
| 2016                           | For All Kings - Data: 26 lutego 2016 - Wydawca: Megaforce/Nuclear Blast - Format: CD, LP            | 7                 | 12                | 14                | 4                 | 5                 | 50                | 25                | 49                | 8                 | 21                |                                  |
| „–” pozycja nie była notowana. | |                   |                   |                   |                   |                   |                   |                   |                   |                   |                   |                                  |

### Albumy koncertowe
| Rok  | Tytuł                                                                                                |
| ---- | --- |
| 1994 | The Island Years - Data: 5 kwietnia 1994 - Wydawca: Island (314 518 920-2) - Format: CD, LP          |
| 2004 | Music of Mass Destruction - Data: 20 kwietnia 2004 - Wydawca: Sanctuary (06076-84688-2) - Format: CD |
| 2005 | Alive 2 - Data: 20 września 2005 - Wydawca: Sanctuary (06076-84764-2) - Format: CD                   |
| 2007 | Caught in a Mosh: BBC Live in Concert - Data: 22 stycznia 2007 - Wydawca: Universal - Format: CD     |

### Kompilacje
| Rok                            | Tytuł | Pozycja na liście | Pozycja na liście | Pozycja na liście | Pozycja na liście | Pozycja na liście | Pozycja na liście | Certyfikat            |
| Rok                            | Tytuł | US                | AUS               | AUT               | CAN               | SWE               | UK                | Certyfikat            |
| ------------------------------ | --- | ----------------- | ----------------- | ----------------- | ----------------- | ----------------- | ----------------- | --------------------- |
| 1991                           | Attack of the Killer B’s - Data: 25 czerwca 1991 - Wydawca: Island (422 848 804-2) - Format: CD, CS, LP                   | 27                | 50                | 20                | 45                | 38                | 13                | USA: złoto CAN: złoto |
| 1998                           | Moshers… 1986–1991 - Data: 22 września 1998 - Wydawca: Connoisseur (VSOPCD 252) - Format: CD                              | –                 | –                 | –                 | –                 | –                 | –                 |                       |
| 1999                           | Return of the Killer A’s - Data: 23 listopada 1999 - Wydawca: Beyond (63985-78067-2) - Format: CD                         | –                 | –                 | –                 | –                 | –                 | –                 |                       |
| 2001                           | Madhouse: The Very Best of Anthrax - Data: 26 czerwca 2001 - Wydawca: Island (314 586 004-2) - Format: CD                 | –                 | –                 | –                 | –                 | –                 | –                 |                       |
| 2002                           | Classic Anthrax: The Universal Masters Collection - Data: 19 stycznia 2002 - Wydawca: Island (314 586 324-2) - Format: CD | –                 | –                 | –                 | –                 | –                 | –                 |                       |
| 2002                           | The Collection - Data: 9 czerwca 2002 - Wydawca: Spectrum (544 991-2) - Format: CD                                        | –                 | –                 | –                 | –                 | –                 | –                 |                       |
| 2004                           | The Greater of Two Evils - Data: 23 listopada 2004 - Wydawca: Sanctuary (06076-84709-2) - Format: CD                      | –                 | –                 | –                 | –                 | –                 | –                 |                       |
| 2005                           | Anthrology: No Hit Wonders (1985–1991) - Data: 20 września 2005 - Wydawca: Island Def Jam (B0004996-02) - Format: CD      | –                 | –                 | –                 | –                 | –                 | –                 |                       |
| „–” pozycja nie była notowana. | |                   |                   |                   |                   |                   |                   |                       |

### Minialbumy
| 1985                           | Armed and Dangerous - Data: luty 1985 - Wydawca: Megaforce (MRS-05) - Format: CD, CS, LP | –  | –  | –  |                         |
| 1987                           | I’m the Man - Data: 1987 - Wydawca: Island (ISM-1163) - Format: 7", 12", CD, CS          | 53 | 42 | 20 | USA: platyna CAN: złoto |
| 1989                           | Penikufesin - Data: sierpień 1989 - Wydawca: Island (209 950) - Format: CD, CS, LP       | –  | –  | –  |                         |
| „–” pozycja nie była notowana. |                                                                                          |    |    |    |                         |

### Single
| Rok                            | Tytuł                                 | Pozycja na liście | Pozycja na liście | Pozycja na liście      | Album                        |
| Rok                            | Tytuł                                 | US Main.          | NLD               | UK                     | Album                        |
| ------------------------------ | ------------------------------------- | ----------------- | ----------------- | ---------------------- | ---------------------------- |
| 1984                           | „Soldiers of Metal”                   | –                 | –                 | –                      | Fistful of Metal             |
| 1985                           | „Madhouse”                            | –                 | –                 | –                      | Spreading the Disease        |
| 1987                           | „I’m the Man”                         | –                 | –                 | 20                     | I’m the Man                  |
| 1987                           | „I Am the Law”                        | –                 | –                 | 32                     | Among the Living             |
| 1987                           | „Indians”                             | –                 | –                 | 44                     | Among the Living             |
| 1988                           | „Make Me Laugh”                       | –                 | –                 | 26                     | State of Euphoria            |
| 1989                           | „Antisocial”                          | –                 | –                 | 44                     | State of Euphoria            |
| 1990                           | „Got the Time”                        | –                 | –                 | 16                     | Persistence of Time          |
| 1990                           | „In My World”                         | –                 | –                 | 29                     | Persistence of Time          |
| 1991                           | „Bring the Noise” (oraz Public Enemy) | –                 | –                 | 14                     | Attack of the Killer B’s     |
| 1993                           | „Black Lodge”                         | 38                | –                 | 53                     | Sound of White Noise         |
| 1993                           | „Hy Pro Glo”                          | –                 | –                 | –                      | Sound of White Noise         |
| 1993                           | „Only”                                | 26                | 48                | 36                     | Sound of White Noise         |
| 1993                           | „Room for One More”                   | –                 | –                 | –                      | Sound of White Noise         |
| 1995                           | „Fueled”                              | –                 | –                 | –                      | Stomp 442                    |
| 1996                           | „Nothing”                             | –                 | –                 | 98                     | Stomp 442                    |
| 1996                           | „Bordello of Blood”                   | –                 | –                 | –                      | Bordello of Blood            |
| 1998                           | „Inside Out”                          | –                 | –                 | 126                    | Volume 8: The Threat Is Real |
| 1999                           | „Ball of Confusion”                   | –                 | –                 | –                      | Return of the Killer A’s     |
| 2003                           |                                       |                   |                   |                        |                              |
| „Safe Home”                    | –                                     | –                 | –                 | We’ve Come for You All |                              |
| „Taking the Music Back”        | –                                     | –                 | –                 | We’ve Come for You All |                              |
| „–” pozycja nie była notowana. |                                       |                   |                   |                        |                              |

## Wideografia
| Rok  | Tytuł | Certyfikat                          |
| ---- | --- | ----------------------------------- |
| 1987 | N.F.V.: Oidivnikufesin - Data: 1987 - Wydawca: PolyGram Video - Format: VHS                                                        |                                     |
| 1991 | Through Time P.O.V. - Data: 1 lipca 1991 - Wydawca: PolyGram Video - Format: VHS                                                   |                                     |
| 1991 | Live Noize - Data: 1991 - Wydawca: PolyGram Video - Format: VHS                                                                    |                                     |
| 1994 | White Noise: The Videos - Data: 1994 - Wydawca: Elektra - Format: VHS                                                              |                                     |
| 1999 | Return of the Killer A’s: Video Collection - Data: 23 listopada 1999 - Wydawca: Beyond - Format: VHS, DVD                          |                                     |
| 2004 | Music of Mass Destruction - Data: 20 kwietnia 2004 - Wydawca: Sanctuary - Format: DVD                                              |                                     |
| 2005 | Rock Legends - Data: August 28 sierpnia 2005 - Wydawca: Wienerworld - Format: DVD                                                  |                                     |
| 2005 | Alive 2: The DVD - Data: 20 września 2005 - Wydawca: Sanctuary - Format: DVD                                                       |                                     |
| 2005 | Anthrology: No Hit Wonders (1985–1991) The Videos - Data: 20 września 2005 - Wydawca: Island Def Jam - Format: DVD                 |                                     |
| 2010 | The Big Four: Live from Sofia, Bulgaria - Data: 15 października 2010 - Wydawca: Universal Music Records - Format: DVD, Blu-Ray, CD | - USA: 2x platyna - POL: 3x platyna |

## Nagrody i wyróżnienia
| Rok  | Kategoria                | Tytułem | Nagroda                            | Nota      | Źródło |
| ---- | ------------------------ | ------- | ---------------------------------- | --------- | ------ |
| 2004 | Spirit of Rock           | Anthrax | Kerrang! Awards                    | Laur      | [ 31 ] |
| 2005 | Best Metal Band          | Anthrax | Metal Hammer Golden Gods Awards    | Laur      | [ 32 ] |
| 2012 | Metal As Fuck            | Anthrax | Metal Hammer Golden Gods Awards    | Laur      | [ 33 ] |
| 2016 | Inspiration              | Anthrax | Metal Hammer Golden Gods Awards    | Laur      | [ 34 ] |
| 2016 | Revolver Innovator Award | Anthrax | The Epiphone Revolver Music Awards | Laur      | [ 35 ] |
| 2016 | Most Dedicated Fans      | Anthrax | The Epiphone Revolver Music Awards | Nominacja | [ 36 ] |